# HMS Eglinton (L87)
«Еглінтон» (L87) (англ. HMS Eglinton (L87) — військовий корабель, ескортний міноносець типу «Хант» «I» підтипу Королівського військово-морського флоту Великої Британії за часів Другої світової війни.
«Еглінтон» закладений 8 червня 1939 року на верфі компанії Vickers-Armstrongs у Тайнсайді. 28 грудня 1939 року він був спущений на воду, а 28 серпня 1940 року увійшов до складу Королівських ВМС Великої Британії.
Ескортний міноносець «Еглінтон» брав участь у бойових діях на морі в Другій світовій війні, діючи переважно поблизу європейських берегів. Залучався до підтримки висадки морського десанту в Нормандії, супроводжував транспортні конвої союзників.
За проявлену мужність та стійкість у боях бойовий корабель заохочений чотирма бойовими відзнаками.

## Історія служби
«Еглінтон» служив у складі 16-ї флотилії есмінців у Гаріджі протягом усього воєнного часу. Брав участь у двох боях з німецькими підводними човнами під час супроводу конвоїв поблизу східного узбережжя. Входив також до сил підтримки висадки в Нормандії.
Після серпня 1945 року був виведений з експлуатації і поміщений в резерв в Гаріджі. 24 червня 1955 року був призначений випробувальним кораблем для навчань «Спляча красуня», призначених для перевірки стану кораблів, що знаходяться в резерві, і часу, необхідного для їх підготовки до служби у складі діючого флоту. Згодом був проданий на брухт і прибув на утилізацію в Бліт компанії Hughes Bolckow 28 травня 1956 року.